# Aioloceras
Genre
Aioloceras est un genre éteint d'ammonites de la famille des Desmoceratidae et de la sous-famille des Beudanticeratinae, datant du Crétacé inférieur (Albien).

## Systématique
Le genre Aioloceras a été créé en 1926 par Frederick William Whitehouse (d).

## Liste d'espèces
Selon Paleobiology Database (26 mai 2021) :
- † Aioloceras besairiei Collignon, 1949 - Madagascar, région de Boeny
- † Aioloceras jonesi (Gregory & Smith, 1903) - Australie

## Publication originale
- (en) F. W. Whitehouse, « The Cretaceous Ammonoidea of Eastern Australia », Memoirs of the Queensland Museum, Brisbane, Queensland Museum (d), vol. 8,‎ 1926, p. 195-242 (ISSN 0079-8835 et 2204-1478, OCLC 1362342, 985513980 et 606437228, lire en ligne).